# Adam Czerniaków

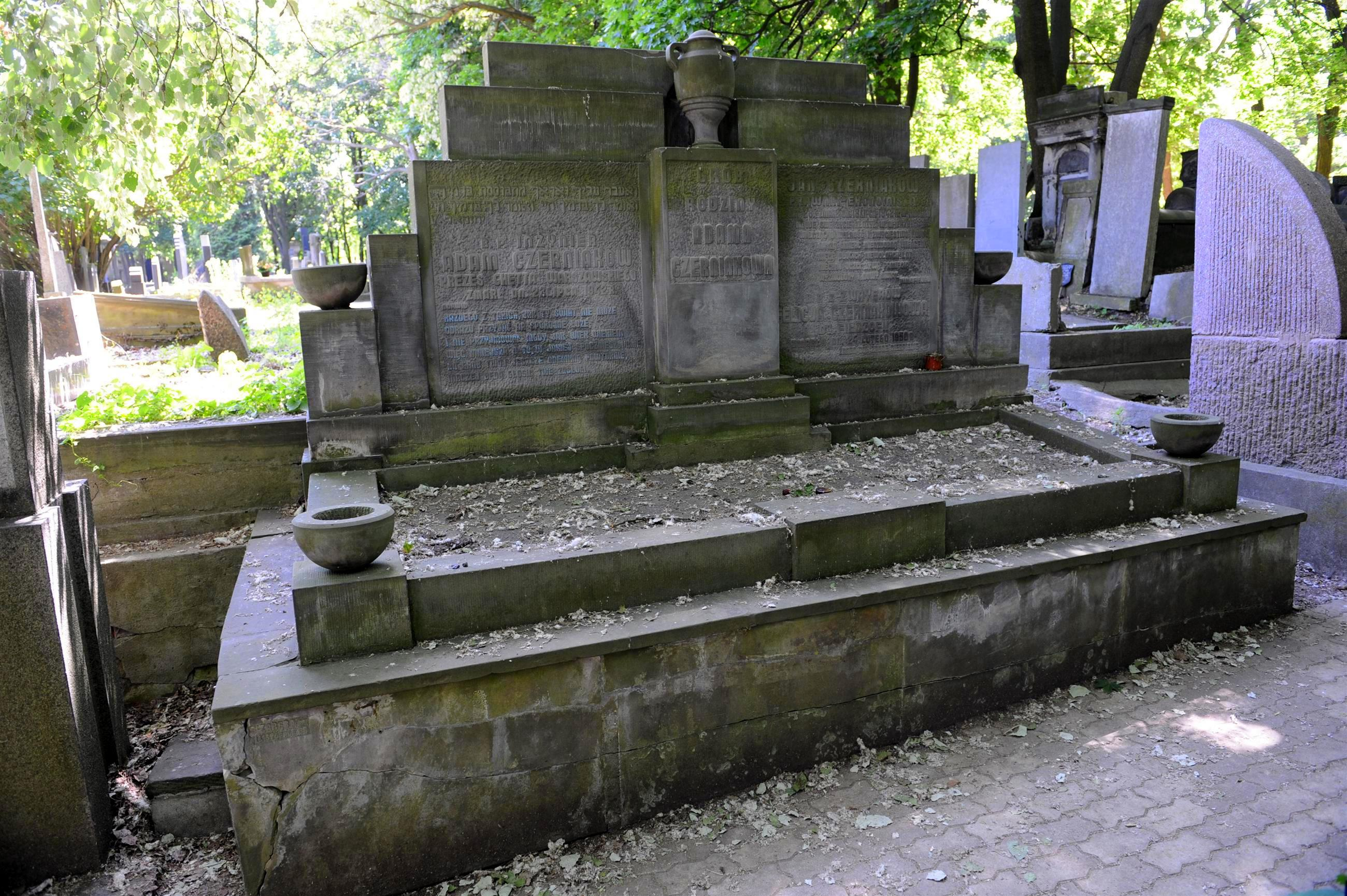
Makarna Czerniakóws grav på Judiska begravningsplatsen i Warszawa.

Adam Abram Czerniaków, född 30 november 1880 i Warszawa, död 23 juli 1942 i Warszawa, var en polsk-judisk ingenjör och senator under andra republiken. Han begick självmord i Warszawas getto den 23 juli 1942 genom att svälja en cyanidkapsel, en dag efter inledningen av massutrotningen av judar, Großaktion Warschau.

## Biografi
Czerniaków studerade teknik och undervisade i judiska samfundets yrkesskola i Warszawa. Från 1927 till 1934 var han medlem av Warszawas stadsfullmäktige, och invaldes 1931 i den polska senaten. Den 4 oktober 1939, några dagar efter stadens kapitulation till Nazityskland, utsågs Czerniaków till ordförande för Judenrat, som ansvarade för genomförandet av nazisternas order i det nya judiska gettot.
Eftersom de tyska myndigheterna började förbereda massdeportationerna av judar från Warszawas getto till det nyinrättade förintelselägret Treblinka i juli 1942, förpliktigades Judenrat att tillhandahålla förteckningar över judar och planritningar över deras bostäder. Den 22 juli 1942 fick Judenrat instruktioner från SS att alla Warszawas judar skulle "omlokaliseras" till öst. Undantag gjordes för judar som arbetade i tyska fabriker, judisk sjukhuspersonal, medlemmar i Judenrat och deras familjer samt medlemmar av den judiska gettopolisen och deras familjer. Under dagen lyckades Czerniaków få undantag för ytterligare en handfull personer, däribland sanitetsarbetare, hustrur till fabriksarbetande män och vissa elever på yrkesutbildningar. Han lyckades dock inte, trots all sin vädjan, få till ett undantag för föräldralösa barn från Janusz Korczaks barnhem. Orderna angav vidare att deportationerna skulle börja direkt i en takt av 6 000 personer per dag, som skulle lämnas över av Judenrat och gripas av judiska polisen. Underlåtenhet att följa orderna skulle resultera i omedelbar avrättning av ett hundratal gisslan, däribland anställda i Judenrat och Czerniakóws egen hustru.
Czerniaków insåg att omlokaliseringarna innebar döden och gick för att plädera för de föräldralösa. När han misslyckades återvände han till sitt kontor och tog en av de cyanidkapslar han förvarade för en sådan situation. Han lämnade ett självmordsbrev till sin hustru: "De kräver att jag ska döda barn i mitt land med mina egna händer. Jag kan inget annat göra än att dö." Han lämnade också ett annat brev till sina kolleger i Judenrat: "Jag kan inte längre bära allt detta. Mitt agerande kommer att visa för alla vad som är rätt att göra."
Czerniaków förde dagbok från den 6 september 1939 till sin död. Den publicerades 1979 och finns översatt till engelska. Hans hustru, Felicja, överlevde kriget och bevarade hans dagböcker. Deras ende son, Jan, flydde till Sovjetunionen, men överlevde inte kriget.
I filmen Uprising (2001) spelas Czerniaków av Donald Sutherland.